# الدين في تركيا

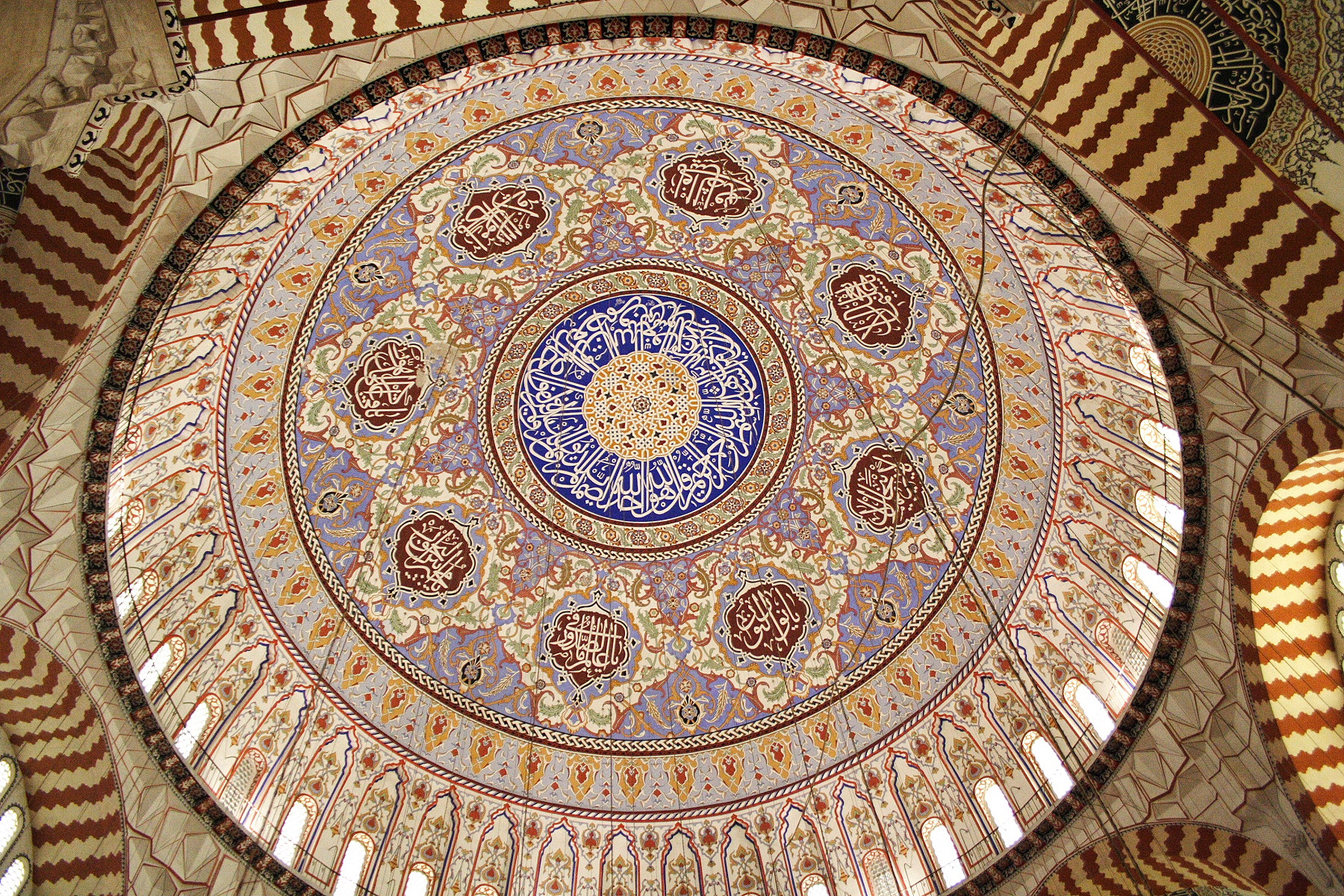
.

الإسلام أكبر دين في تركيا حسب إحصائيات الحكومة، ونسبة معتنقيه من مجموع السكان 99.8% سُجّلوا عند الحكومة مسلمين، ويشمل هذا المولودين لأبوين لا ينتميان إلى أي دين آخر معترف به رسميًّا، ويشكل المسيحيون ومعتنقوا الأديان المعترف بها رسميًّا 0.2% الباقية. يسبب طبيعة هذه الطريقة، يشمل العدد الرسمي للمسلمين الناس الذين لا دين لهم، والذين انتقلوا إلى دين آخر، وأي أحد دينُه غير دين أبويه المسلمين ولكنه لم يطلب تغييرًا في سجلاته الشخصية. يمكن تغيير السجلات الشخصية أو محوُها بطلب المواطن، من خلال ملء استمارة إلكترونية باستعمال توقيع إلكتروني لتوقيع الاستمارة، وهذا منذ مايو 2020. ويقتضي أي تغيير في السجلات الدينية إصدارَ بطاقة هوية شخصية جديدة. ويترك كل تغيير في الدين أثرًا دائمًا في سجل الإحصاءات، ولكن سجل تغيير الدين غير متاح إلا لصاحب العلاقة وأقربائه من الدرجة الأولى وإدارة المواطنة والمحاكم.
تركيا دولة علمانية رسميًّا ليس لها دين رسمي منذ إصدار التعديل الدستوري عام 1928 ثم تقوّت العلمانية بإصلاحات أتاتورك مؤسس الدولة ورئيسها الأول وتطبيقه اللائكية في 5 فبراير 1937. ومع ذلك، كل المدارس الابتدائية والإعدادية اليوم تفرض دروسًا دينية يركز معظمها على الطائفة السنية في الإسلام، أما بقية الأديان فمغطّاة تغطية موجزة. في هذه الدروس، يتعلم الأطفال الصلوات والممارسات الدينية التي يختص بها أهل السنة. لذا، مع أن تركيا دولة علمانية رسميًّا، فإن تعليم الشعائر الدينية في المدارس الحكومية العامة محل جدل. انقسم أعضاء الاتحاد الأوروبي في مسألة طلب تركيا الانضمام إليه، وتساءل بعضهم إن كان يمكن أن ينضم إليه بلد مسلم. اتهم السياسيون الأتراك معارضي دولتهم في الاتحاد الأوروبي بتفضيل «النادي المسيحي».
منذ ثمانينيات القرن العشرين، أصبح دور الدين في الدولة مسألة خلافية، مع تحدي بعض الطوائف الدينية النافذة العلمنة الكاملة التي ينادي بها الكماليون، وشهود تركيا إحياء كبيرًا للالتزام بالشعائر الإسلامية. في أوائل القرن الواحد والعشرين، تحدت مجموعات إسلاموية مفهوم الدولة العلمانية بقوة متزايدة بعد حكم حزب العدالة والتنمية الإسلاموي الأصول، حزب الرئيس رجب طيب أردوغان في عام 2002.

## الإحصائيات الدينية
مع أن الحكومة التركية تصرّح أن أكثر من 99% من سكانها مسلمين، يُظهر البحث العلمي والاستطلاع نتائج أخرى عن نسبة المسلمين، تكون أحيانًا أدنى، وفي معظم الأحيان أعلى من 90%.
حسب إبسوس، الذين قابلوا 17,180 بالغًا في أكثر من 22 بلدًا، أظهر الاستطلاع أن 82% من الأتراك مسلمون و7% لا يتبعون أي دين و6% يصفون أنفسهم بأنهم «روحانيون ولكن غير متدينين».
وفي استطلاع أجرته جامعة سابانجي في 2006، صرّح 98.3% من الأتراك بأنهم مسلمون. معظم المسلمين في تركيا من السنة (80.5%) ويشكل الشيعة من العلويون الأنضوليون والجعفريون جميعًا نحو 16.5% من مجموع المسلمين. ومن الشيعة المسلمين في تركيا أقلية صغيرة لكن معتبرة من المسلمين أصحاب الإرث والانتماء الإسماعيلي. أما المسيحيون (الأرثوذكس المشرقيون والروم الأرثوذكس والأرمن الرسوليون) واليهود (السفارديون)، الذين يشكلون السكان غير المسلمين، فنسبتهم أكثر من 0.2% من مجموع السكان.
حسب استطلاع أجراه مركز ماك، الذي قابل 5,400 إنسان وجهًا لوجه في البلد، ظهر أن 86% من الأتراك يصرّحون بالإيمان بالله، و76% يؤمنون أن القرآن وبقية الكتب السماوية جاءت بوحي من الله.
وأظهر استطلاع آخر أجراه مركز أوبتيمار الذي قابل 3,500 إنسان من أماكن مختلفة، تبين أن 89.5% من سكان تركيا مسلمون، و4.5% ربوبيون، و2.7% لاأدريون، و1.7% ملحدون.
وحسب استطلاع آخر أجراه مركز كوندا لاستطلاعات الرأي، تضاعف عدد الملحدين في تركيا ثلاثة أضعاف في السنين العشر الأخيرة وتزايد من 1% في 2008 إلى 3% في 2018، وتبين أن 90% من اللادينيين الأتراك أصغر من 35 عامًا. أُجري الاستطلاع في تركيا من خلال مقابلات وجهًا لوجه مع 5,793 إنسانًا في بيته، في أبريل 2018، أما في 2008 فاستُطلع رأي 6,482 إنسانًا وجهًا لوجه في تركيا.

## الإسلام
| الديانة في تركيا | الديانة في تركيا | الديانة في تركيا | الديانة في تركيا | الديانة في تركيا |
| ---------------- | ---------------- | ---------------- | ---------------- | ---------------- |
| الديانة          | الديانة          |                  | النسبة           | النسبة           |
| الإسلام السني    | الإسلام السني    |                  | 81.1%            | 81.1%            |
| الإسلام الشيعي   | الإسلام الشيعي   |                  | 15%              | 15%              |
| اللادينية        | اللادينية        |                  | 3.2%             | 3.2%             |
| المسيحية         | المسيحية         |                  | 0.6%             | 0.6%             |
| آخرون            | آخرون            |                  | 0.1%             | 0.1%             |

الإسلام دين أكبر المجتمعات الدينية في تركيا، إذ معظم سكان البلاد مسلمون، وأكثر من 70% منهم مسلمون سنة، يسود بينهم المذهب الحنفي. يتبع أكثر من 20% المعتقد العلوي، الذي يعتقد معظم أتباعه أنه شكل من التشيع الإسلامي، وترى أقلية منهم أن له أصولًا مختلفة. وقريبٌ من العلوية الطائفة البكتاشية الصغيرة التي تتبع الصوفية وهي أصيلة في تركيا، ولكن لها أتباعًا كثيرين أيضًا في شبه جزيرة البلقان.[بحاجة لمصدر]
وصل الإسلام إلى المنطقة التي تشكل دولة تركيا اليوم، لا سيما المحافظات الغربية منها، في القرن السابع الميلادي. تنظم وزارة الشؤون الدينية (المعروفة بين الناس بJ«ديانت») المذهب الحنفي السائد، وقد تأسست هذه الوزارة عام 1924 بعد سقوط الخلافة العثمانية لتشرف على كل المساجد ورجال الدين، وهي أعلى سلطة دينية في الحكومة.
في أرجاء تركيا اليوم آلاف المساجد التاريخية التي لم تزل تقام فيها الشعائر الدينية. من أبرز المشاهد التي بُنيت في الفترتين السلجوقية والعثمانية: جامع السلطان أحمد وجامع السليمانية في إسطنبول وجامع السليمية في أدرنة، ومسجد يشيل في بورصة، ومسجد علاء الدين ومولانا في قونية، والمسجد الكبير في ديوريغي، ومساجد أخرى كثيرة. ومن المساجد الكبيرة التي بنيت في فترة الجمهورية التركية: جامع قوجاتبة وجامع سابانجي في أضنة.
يتركز العلويون، وهم يشكلون 15-20% من السكان، في محافظات تونجلي وملاطية وسيواس وجوروم وكاهرمنمراس. تونجلي هي المحافظة الوحيدة في تركيا التي فيها أغلبية علوية. نحو 20% من العلويين أكراد و25% من الأكراد في تركيا علويون.

## أديان أخرى
ينتمي بقية السكان إلى أديان أخرى، لا سيما الطوائف المسيحية (الأرثوذكس الشرقيون والأرمن الرسوليون والأرثوذكس السريان والكاثوليكيون والبروتستانت)، واليهودية (معظمهم من السفارديين، وقليل منهم أشكنازيون).

## العلمانية
العلمانية في تركيا بدأت في عام 1928 مع تعديل الدستور التركي لعام 1924 الذي أزال سطر «دين الدولة هو الإسلام». فيما بعد جاءت إصلاحات أتاتورك مجموعة من المتطلبات الإدارية والسياسية لخلق التحديث والديمقراطية ودولة علمانية تتماشى مع الايديولوجية الكمالية. بعد تسع سنوات من الأخذ به، علمانية ورد صراحة في المادة الثانية من الدستور التركي في 5 فبراير 1937. الدستور الحالي التركية لا تعترف في الدين الرسمي ولا تشجع أي. وهذا يشمل الإسلام، والذي لا يقل عن أبعاده أكثر من 99% من مواطنيها الاشتراك فيها. في تركيا «العلمانية» لا تدعو إلى الفصل الصارم الفصل بين الدين والدولة، ولكن يصف موقف الدولة باعتبارها واحدة من «الحياد النشط». تركيا والإجراءات ذات الصلة مع الدين وتحليلها وتقييمها بعناية من خلال رئاسة الشؤون الدينية (التركية: Diyanet İşleri Başkanlığı). واجبات رئاسة الشؤون الدينية هي «الانتهاء من تنفيذ الأعمال المتعلقة بالعقائد والعبادات، وأخلاق الإسلام، وتنوير الرأي العام حول دينهم، وإدارة الأماكن المقدسة للعبادة».
يُعزى التطبيق الصارم للعلمانية في تركيا إلى تمكين المرأة من الوصول إلى فرص أكبر، مقارنة بالدول التي لها تأثير أكبر للدين في الشؤون العامة، في مسائل التعليم والتوظيف والثروة وكذلك الحريات السياسية والاجتماعية والثقافية.
العلمانية أحد الأركان الجوهرية لجمهورية تركيا. تركيا هي واحدة من الدول الإسلامية التي ينص دستورها على العلمانية ويفرضها مثل كازاخستان وأذربيجان وكوسوفو وألبانيا. وقطعت تركيا أشواطاً هامة في طريق العلمانية من خلال إلغاء الخلافة ووزارة الشرعية والأوقاف بتاريخ 3 مارس 1924، ثم تحقيق الاستقلالية في التعليم والقضاء. وأعقب ذلك ثورة اعتمار القبعة، وإغلاق التكايا والزوايا، واعتماد يوم الأحد كعطلة نهاية الأسبوع بدلاً من يوم الجمعة، واعتماد الأحرف اللاتينية والتقويم الميلادي، وأخيرا إقرار «العلمانية» كحكم دستوري في 5 فبراير 1937.

## رئاسة الشؤون الدينية
تقدم رئاسة الشؤون الدينية، التي تأسست في 3 مارس 1924 كمؤسسة تابعة لرئاسة الوزراء، الخدمات الخاصة بمعتقدات الدين الإسلامي ومبادئ العبادة والأخلاق، كما تقدم المعلومات للمجتمع. وتتألف الرئاسة حالياً من المقر الرئيسي والفروع المحلية والمكاتب الخارجية. وتضم 85.071 موظفاً يقدمون الخدمات الدينية للمواطنين في الداخل والخارج دون أي تمييز مذهبي بينهم.
تقدم رئاسة الشؤون الدينية خدماتها انطلاقاً من المصادر الرئيسية للإسلام، ومن متطلبات العقل والعلم الحديث، آخذة بعين الاعتبار الظروف الاجتماعية واحتياجاتها، وتقوم بعقد مؤتمرات محلية ودولية من أجل توسيع خدماتها وتثقيف المواطنين بالمعلومات الدينية الرصينة.